# Timothey N'Guessan
Timothey N'Guessan (n. 18 septembrie 1992, Massy, Haute-Normandie, Franța) este un handbalist ce a reprezentat Franța, medaliat olimpic. A participat la 2 ediții ale Jocurilor Olimpice (2016, 2020) în care a câștigat o medalie de aur.